# El Mante (kommun)
El Mante är en kommun i Mexiko.   Den ligger i delstaten Tamaulipas, i den centrala delen av landet, 400 km norr om huvudstaden Mexico City.
Följande samhällen finns i El Mante:
- Ciudad Mante
- Plan de Ayala
- División del Norte
- Magdaleno Aguilar
- San Miguel de la Mora
- Las Ánimas
- Los Generales
- Bellavista
- Tierra y Libertad
- La Nueva Unión
- El Triunfo Número Uno
- Mártires de la Reforma
- El Naranjo
- Magdaleno Aguilar
- La Gavia
- Miguel Hidalgo
- Ignacio de la Llave
- Ignacio Allende
- El Huastequillo
- Ignacio Manuel Altamirano
- Lázaro Cárdenas Uno
- Dieciocho de Marzo
- Arturo Benítez
- Veinte de Noviembre